# Budapest elpusztult nevezetes XIV. kerületi épületeinek listája
Az alábbi lista Budapest elpusztult nevezetes XIV. kerületi épületeit sorolja fel. A források hiánya miatt az összeállítás nem tekinthető teljesnek.
A Budapesti Állatkertben is számos olyan épület állt korábban, amely ma már nem látható, ezeket lásd:

## A lista
| Név | Építés ideje                                                       | Elpusztulás ideje | Elhelyezkedés                                     | Megjegyzés | Kép |
| --- | ------------------------------------------------------------------ | ----------------- | ------------------------------------------------- | --- | --- |
| Városligeti Aréna (Arena im Stadtwäldchen, régi Városligeti Színház, Városligeti Színkör)                | 19. század első fele                                               | 1908              | Városliget                                        | Az épületet 1879-ben a német színigazgatóból magyar színigazgatóvá lett Feld Zsigmond saját költségén alakíttatta át a favázas nyári színházból, s tette állandó előadásokra alkalmassá. Helyére épült a Városligeti Színház. |     |
| Fischoff-féle vízgyógyintézet                                                                            | 1855                                                               | 1890 után         | Hermina út 9-15.                                  | Elbontották. Helyére épült az Erzsébet Nőiskola (ma: Teleki Blanka Gimnázium) és a Vakok Intézete (ma: A Vakok Általános Iskolája). |     |
| Favázas korcsolyacsarnok                                                                                 | 1870                                                               | 1874              | Városliget                                        | Leégett. Helyére épült a Régi Korcsolyacsarnok. |     |
| Régi Korcsolyacsarnok                                                                                    | 1875                                                               | 1893              | Városliget                                        | Tervező: Lechner Ödön. Helyére épült az új Korcsolyacsarnok. |     |
| Gloriette kút épülete                                                                                    | 1884                                                               | 1894              | Városliget                                        | Tervező: Ybl Miklós. Széchenyi-emlékmű és kilátó lett a neve, a Széchenyi hegyre telepítették át. Eredeti helyén ma a Hősök tere van. |     |
| Az 1885-ös Országos Általános Kiállítás során emelt épületek                                             | 1885                                                               | 1885              | Városliget                                        | Az ünnepségek után az épületeket elbontották. |     |
| Iparcsarnok                                                                                              | 1885                                                               | 1945              | Városliget                                        | Tervező: Ulrich Keresztély. Ez is az 1885-ös kiállításra készült, de nem bontották akkor el. Az épület Budapest ostroma alatt kiégett, tetőszerkezete elpusztult. A második világháború pusztításai után nem építették újjá. A helyén épült fel 1947-ben a Városligetben működő Budapesti Nemzetközi Vásár legnagyobb, 5. számú csarnoka.                                       |     |
| Király-pavilon                                                                                           | 1885                                                               | 1944 után         | Városliget                                        | Tervező: Ybl Miklós. Ez is az 1885-ös kiállításra készült, de ugyancsak nem bontották akkor el. Az 1896-os kiállításon Gerbeaud cukrászatként működött. 1944 őszén bombatalálat érte, melynek helyreállítását a későbbiekben nem támogatták, ezért lebontásra került. |     |
| Faszerkezetes melegedőcsarnok a Budapesti Korcsolyázó Egyletnek                                          | 1887                                                               | 1945 u.           | Városliget                                        | Tervező: Hofhauser Antal. A II. világháború után pusztult el. |     |
| Rotunda                                                                                                  | 1894                                                               | 1899              | Városliget                                        | A Feszty-körkép számára készült. Néhány év után lebontották, helyére épült a Szépművészeti Múzeum. |     |
| Kreinz Károly körhintájának épülete                                                                      | 1890-es évek                                                       | 1910-es évek      | Városliget                                        | Helyére épült a Széchenyi gyógyfürdő. |     |
| Az 1896-os millenniumi ünnepségek során emelt épületek                                                   | 1896                                                               | 1896              | Városliget                                        | Az ünnepségek után az épületek nagy részét elbontották. |     |
| Az 1896-os millenniumi ünnepségek Történelmi Épületcsoportja, (1.) Vajdahunyad vára                      | 1896                                                               | 1899              | Városliget                                        | Az ünnepségek után a nagyközönség tiltakozására nem bontották el, azonban mivel nem tartós anyagokból épült, 3 évvel később mégis a lebontása mellett döntöttek. Helyére épült a (2.) Vajdahunyad vára, amely nagyrészt az előzővel megegyezik, és napjainkban is áll. |     |
| Ős-Budavára                                                                                              | 1896                                                               | 1910              | Városliget                                        | Tűzveszélyessé nyilvánították, a Fővárosi Közmunkák Tanácsa pedig lebontásra ítélte. Helyén alakult ki a Vurstli, majd ebből a Budapesti Vidám Park. |     |
| A Kisföldalatti földfelszíni Állatkert és Artézi fürdő metróállomása és az Aréna úti kocsiszín egy része | 1896                                                               | 1973              | Városliget                                        | A Kisföldalatti föld alatti meghosszabítása miatt a városligeti felszíni szakaszt a felhagyott régi kocsiszínig vezető vágányt is beleértve a Wünsch-híd kivételével elbontották. |     |
| Közlekedési Múzeum                                                                                       | 1899                                                               | 2016–2017         | Városliget                                        | A Közlekedési Múzeum fő épületét bezárták és a Liget Budapest Projekt keretében 2016–17-ben teljesen lebontották, hogy helyére új épületet emeljenek. A központi épületet azonban – az eredeti tervekkel ellentétben – mégsem a Városligetben, hanem az Északi Járműjavító helyére építik majd fel. A régi helyére más kiállítóhelyet terveznek. Jelenleg a terület üresen áll. |     |
| A Budapesti Vidám Park épületeinek nagy része                                                            | az 1900-as évektől első évtizedétől a 2000-es évek első évtizedéig | 2014–2016         | Állatkerti krt. 14-16.                            | A Park bezárása után épületeinek nagy részét elbontották, egy részük helyére épült a Biodóm. Néhány épület azonban védettséget kapott. |     |
| Rózsafüzér Királynéja-kápolna                                                                            | 1905                                                               | 1912              | Thököly út 56.                                    | Helyére épült a Rózsafüzér Királynéja-templom. |     |
| Kis-Szuglói Gazdasági Ismétlő Iskola                                                                     | 1907                                                               | 1969              | 1149 Budapest, Egressy út 73.                     | Elbontották. Jogutóda a KMASZC Varga Márton Kertészeti és Földmérési Technikum és Kollégium (1149 Budapest, Mogyoródi út 56-60.) |     |
| Városliget Bioscope                                                                                      | 1908                                                               | n. a.             | Városliget                                        | Dénes Dezső tervezte. |     |
| Városligeti Színház                                                                                      | 1909                                                               | 1952              | Városliget                                        | A Felvonulási tér kialakításának áldozatul esett. |     |
| A Fővárosi Temetkezési Intézet Egressy úti telepe                                                        | 1920-as évek előtt                                                 | 2016              | Egressy út 13.                                    | Korábban az Enterprise des pompes funebres ingatlana volt, 1920-as évektől a Községi Temetkezési Intézet telepe. Helyén napjainkban parkoló van. |     |
| Zuglói ideiglenes plébániatemplom                                                                        | 1922–1923                                                          | 1957              | Bosnyák tér                                       | Tervezte: Balázs Ernő. Elbontották. |     |
| Regnum Marianum templom                                                                                  | 1925                                                               | 1951              | Dózsa György út                                   | A Felvonulási tér kialakítása, benne a generalisszimusz születésnapjára szánt Sztálin-szobor építése miatt lebontásra került. |     |
| Puskás Ferenc Stadion                                                                                    | 1948–1953                                                          | 2016              | Istvánmezei út 3-5.                               | Az épület nagyon rossz állapotban volt. Különféle tervek születtek felújítására, bővítésére, illetve újjáépítésére, de végül 2016-ban lebontották. Helyén épült meg az új Puskás Aréna. |     |
| Népstadion Csarnok, a Puskás Ferenc Stadion metróállomás eredeti állomásépülete                          | 1950-es évek                                                       | 1968              | Hungária körút és a Kerepesi út kereszteződésénél | Az állomásépületet elkészülte előtt visszabontották, helyén újat építettek a metró átadására. |     |
| A Városliget ikonikus bódésora                                                                           | 1970-es évek                                                       | 2015              | Városliget                                        | A Liget Budapest projekt keretében bontották el. |     |
| Budapest Sportcsarnok                                                                                    | 1982                                                               | 1999              | Hungária körút és a Kerepesi út kereszteződésénél | 1999-ben három óra alatt teljesen leégett, majd elbontották. |     |
| Petőfi Csarnok                                                                                           | 1985                                                               | 2016–2017         | Városliget                                        | 2015-ben bezárt, majd elbontották. |     |